# Jussi Mäkelä
Jussi Mäkelä (* 27. Juli 1977 in Oulu) ist ein früherer finnischer Biathlet.
Jussi Mäkelä lebt und trainierte in Alavieska. Er war für Alavieskan Viri aktiv und begann 1990 mit dem Biathlonsport. Seine erste internationale Meisterschaft bestritt er im Rahmen der Biathlon-Juniorenweltmeisterschaften 1997 in Forni Avoltri und wurde Sechster des Einzels.
Gegen Ende der Saison 1998/99 debütierte Mäkelä in Lake Placid im Biathlon-Weltcup. Im Sprint wurde er 45., mit Ville Räikkönen, Paavo Puurunen und Vesa Hietalahti im Staffelrennen Neunter. Kurz darauf erreichte er als 36. eines Sprints und 36. eines Verfolgungsrennens in Valcartier seine besten Ergebnisse in Weltcup-Einzelrennen. Zwischen 2000 und 2003 kam er zu keinen weiteren Einsätzen im Weltcup. 2003 kehrte er in die höchste Rennserie des Biathlons zurück. Höhepunkt der Saison wurde die Teilnahme Mäkeläs an den Biathlon-Weltmeisterschaften 2003 in Chanty-Mansijsk. Der Finne wurde 64. des Sprints und an der Seite von Timo Antila, Paavo Puurunen und Vesa Hietalahti Elfter des Staffelrennens. Die Saison 2003/04 lief er bis zu den Biathlon-Weltmeisterschaften 2004 in Oberhof fast dauerhaft im Weltcup. Bei der WM belegte er Rang 73. des Einzels. Danach kam er zu keinen weiteren internationalen Einsätzen.

## Biathlon-Weltcup-Platzierungen
Die Tabelle zeigt alle Platzierungen (je nach Austragungsjahr einschließlich Olympische Spiele und Weltmeisterschaften).
- 1.–3. Platz: Anzahl der Podiumsplatzierungen
- Top 10: Anzahl der Platzierungen unter den ersten zehn (einschließlich Podium)
- Punkteränge: Anzahl der Platzierungen innerhalb der Punkteränge (einschließlich Podium und Top 10)
- Starts: Anzahl gelaufener Rennen in der jeweiligen Disziplin

| Platzierung         | Einzel | Sprint | Verfolgung | Massenstart | Staffel | Gesamt |
| ------------------- | ------ | ------ | ---------- | ----------- | ------- | ------ |
| 1. Platz            |        |        |            |             |         |        |
| 2. Platz            |        |        |            |             |         |        |
| 3. Platz            |        |        |            |             |         |        |
| Top 10              |        |        |            |             | 2       | 2      |
| Punkteränge         |        |        |            |             | 4       | 4      |
| Starts              | 6      | 12     | 4          |             | 4       | 26     |
| Stand: Karriereende |        |        |            |             |         |        |